# Жарко Мичић (лекар)
Жарко Мичић (Лесковац, 1929) српски је лекар.

## Биографија
Рођен је у Лесковцу 1929. године. Основну и средњу школу завршио је у родном Лесковцу. Медицински факултет започео је у Сарајеву, а као одличан студент завршио у Београду 1956. године. После завршених студија враћа се у Лесковац и своју лекарску каријеру започиње у Брестовцу и са посебним ентузијазмом развија здравствену службу и стиче велико поверење грађана Брестовца и шире околине. Било је свакодневно све више болесника, али су сви били прегледани, а после тога мотором је обилазио своје тешке болеснике и свуда је била топла реч која је давала спокојство. Као лекар опште медицине показао је поред богатог теоретског знања практичну умешност, људску топлину и разумевање за свакојаке људске проблеме. Својим радом показује велику љубав према свом позиву и постаје врло цењен као стручњак и човек. Један је од пионира који је поставио проблем ендемске нефропатије на подручју Брестовца и околине. Из Брестовца прелази у Завод за здравствено осигурање радника и земљорадника у Лесковцу где испољава комуникативност, непосредност, стручност и велике организаторске способности, што чини велики допринос развоју здравствене службе. Одласком из Завода добија специјализацију из рендгенологије коју са успехом завршава 1969. године и постаје начелник радиолошке службе и директор основне организације удруженог рада Медицинске дијагностике. Дао је велики допринос што је радиолошка служба савремено опремљена и организационо добро постављена те су и њене терапијске могућности велике. Пуно пажње је поклањао стручном усавршавању млађих колега и других сарадника.
Био је друштвено активан. Био је председник Савета за здравље скупштине општине, председник Савета Медицинског центра, председник Општинске конференције социјалистичког савеза општине Лесковац, члан Председништва Подружнице Српског лекарског друштва, обављао одговорне дужности у спортским и другим организацијама. За успешан лекарски рад и друштвену активност награђен је Орденом рада са златним венцем, Октобарском наградом града Лесковца, Орденом за војне заслуге са сребрним мачевима и низ плакета, захвалница и диплома.